# Taron Egerton
Taron David Egerton (Birkenhead, 10 novembre 1989) è un attore e cantante gallese.
Ha ricevuto l’attenzione internazionale con il ruolo di Gary "Eggsy" Unwin nel film Kingsman - Secret Service (2014) e Kingsman - Il cerchio d'oro (2017). Nel 2020 ha ricevuto il plauso della critica per la sua interpretazione di Elton John nel film Rocketman, per il quale si è aggiudicato il Golden Globe per il miglior attore in un film commedia o musicale, venendo candidato allo Screen Actors Guild Award e al Premio BAFTA nella sezione migliore attore protagonista. Ha ricevuto la sua prima candidatura al Premio Emmy e una seconda candidatura al Golden Globe e allo Screen Actors Guild Award per il suo ruolo nella miniserie televisiva Black Bird (2022).

## Biografia

### Infanzia e formazione
Taron Egerton nasce il 10 novembre 1989 a Birkenhead, nel Merseyside, pochi anni dopo si trasferisce a Llanfairpwll, in Galles ed a 12 anni si sposta poi con tutta la famiglia ad Aberystwyth, dove rimane fino all'età di 20 anni, appassionandosi alla recitazione.

### Carriera
A soli 21 anni, l'amore per il palcoscenico gli fa vincere lo Stephen Sondheim Society "Student Performer of the Year", che gli consentirà di diventare uno dei membri del National Youth Theatre e di frequentare l'Aberystwyth Arts Centre. Dopo aver studiato alla Ysgol Penglais Comprehensive School, decide di diventare un attore e si sposta alla RADA, laureandosi in arte drammatica nel 2012. Nel frattempo, studia danza, canto (è tenore) e coreografia.
Egerton ha debuttato nel 2013 ottenendo un piccolo ruolo in due episodi di Lewis come Liam Jay. Successivamente è stato aggiunto al cast della serie televisiva The Smoke. In Kingsman - Secret Service, Egerton ha il ruolo di Gary "Eggsy" Unwin, il favorito del personaggio interpretato da Colin Firth; il film si rivela essere un grande successo, incassando 400 milioni di dollari. Per questo ruolo, l'attore ha ricevuto una nomination ai BAFTA come miglior stella emergente. Sempre nel 2014 Egerton è stato il co-protagonista nel film Testament of Youth, basato sulla vita di Vera Brittain, interpretato da Alicia Vikander e Kit Harington.
Nel 2015 ha preso parte al film Legend, con Tom Hardy, interpretando Mad Teddy. Nel 2016 ha interpretato, invece, il ruolo di Eddie "The Eagle" Edwards, nel film Eddie the Eagle - Il coraggio della follia di Dexter Fletcher, affiancato da Hugh Jackman. Inoltre, presta la voce al gorilla Johnny del film d'animazione Sing, diretto da Garth Jennings. È stato nominato dalla rivista GQ come uno dei 50 uomini britannici più eleganti del 2015 (40º) e del 2016 (13º).
Nel 2017 Egerton è protagonista del sequel di Kingsman - Secret Service, Kingsman - Il cerchio d'oro. Mentre nel 2018 è nel cast del film Billionaire Boys Club ed interpreterà Robin Hood nel film Robin Hood - L'origine della leggenda, accanto a Jamie Foxx e Jamie Dornan.
Nel 2019 ha vestito i panni del cantante Elton John nel biopic Rocketman, diretto da Dexter Fletcher e uscito nelle sale americane il 31 maggio 2019. In Italia è uscito con due giorni di anticipo, il 29 maggio. La sua performance attoriale e canora riceve il plauso universale da parte della critica, tanto da ottenere la sua prima nomination ai Golden Globe nella sezione miglior attore in una commedia o musical e ai SAG Awards come miglior attore.
Nel 2023 interpreta il creatore del celebre videogioco Tetris nel biopic Tetris, diretto da Jon S. Baird.

## Filmografia

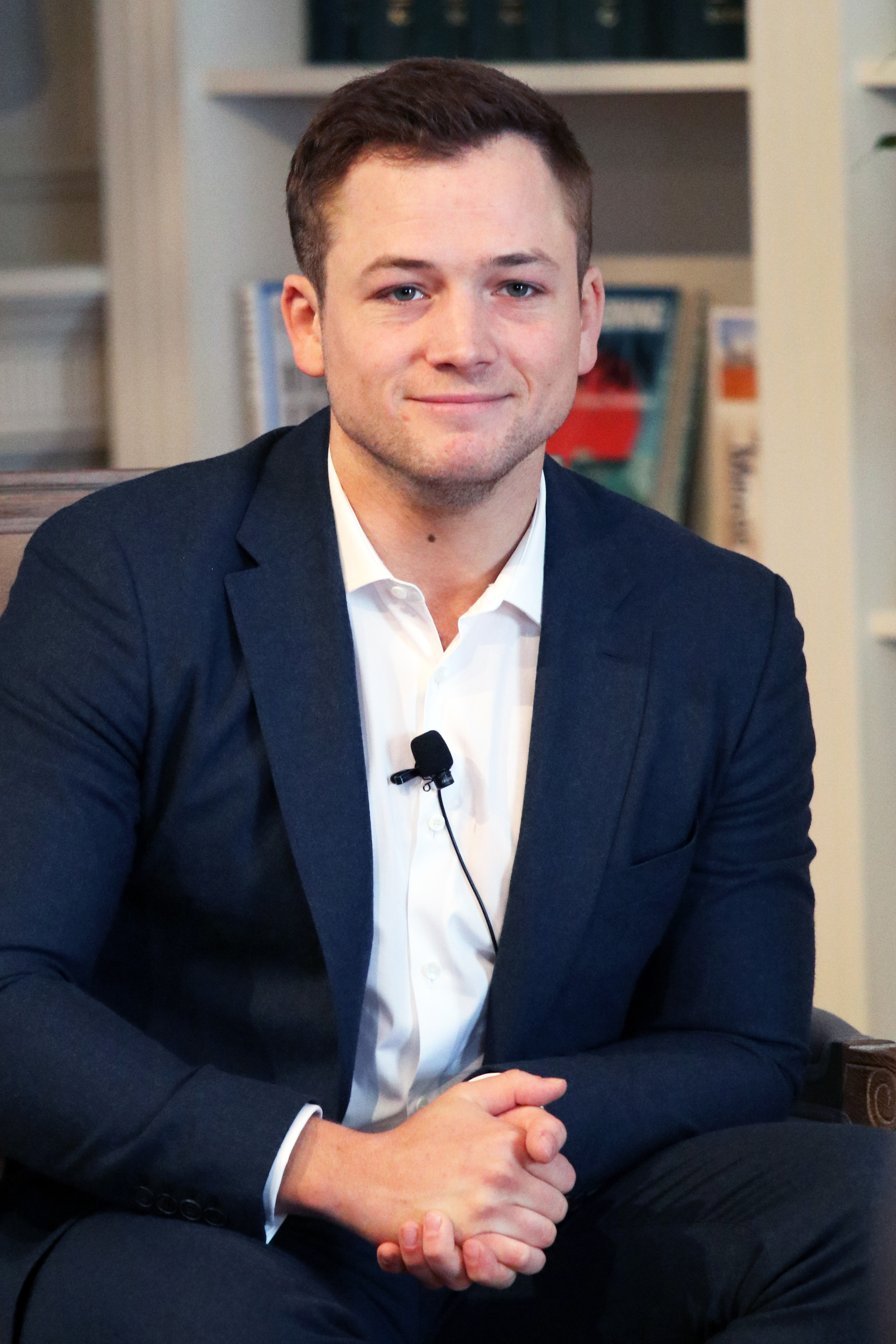
Taron Egerton nel 2018

### Attore

#### Cinema
- Kingsman: Secret Service (Kingsman: The Secret Service), regia di Matthew Vaughn (2014)
- Testament of Youth, regia di James Kent (2014)
- Legend, regia di Brian Helgeland (2015)
- Eddie the Eagle - Il coraggio della follia (Eddie the Eagle), regia di Dexter Fletcher (2016)
- Kingsman - Il cerchio d'oro (Kingsman: The Golden Circle), regia di Matthew Vaughn (2017)
- Billionaire Boys Club, regia di James Cox (2018)
- Robin Hood - L'origine della leggenda (Robin Hood), regia di Otto Bathurst (2018)
- Rocketman, regia di Dexter Fletcher (2019)
- Tetris, regia di Jon S. Baird (2023)
- Carry-On, regia di Jaume Collet-Serra (2024)

#### Televisione
- Lewis – serie TV, episodi 7x03-7x04 (2013)
- The Smoke – serie TV, 8 episodi (2014)
- Black Bird, regia di Michaël R. Roskam, Jim McKay e Joe Chappelle – miniserie TV (2022)
- Smoke - Tracce di fuoco (Smoke), regia di Kari Skogland, Joe Chappelle e Jim McKay – miniserie TV (2025)

### Doppiatore
- Sing, regia di Garth Jennings (2016)
- La collina dei conigli (Watership Down) - miniserie TV (2018)
- Moominvalley - serie TV (2019- in corso)
- Dark Crystal - La resistenza (The Dark Crystal: Age of Resistance) - serie TV (2019)
- Sing 2 - Sempre più forte, regia di Garth Jennings (2021)

## Teatro
- The Last of the Haussmans di Stephen Beresford, regia di Howard Davies. National Theatre di Londra (2012)
- No Quarter di Polly Stenham, regia di Jeremy Herrin. Royal Court Theatre di Londra (2013)
- Cock di Mike Bartlett, regia di Marianne Elliott. Ambassadors Theatre di Londra (2022)

## Riconoscimenti
- Golden Globe
  - 2020 – Miglior attore in un film commedia o musicale per Rocketman[20]
  - 2023 - Candidatura al miglior attore in una miniserie o film televisivo per Black Bird
- Premi BAFTA
  - 2016 – Candidatura alla miglior stella emergente per Kingsman - Secret Service[7]
  - 2020 – Candidatura al miglior attore protagonista per Rocketman
- Premi Emmy
  - 2023 – Candidatura al migliore attore protagonista in una miniserie o film per Black Bird
- Grammy Award
  - 2020 - Miglior raccolta di colonna sonora per arti visive per Rocketman
- Screen Actors Guild Awards
  - 2020 – Candidatura al miglior attore protagonista per Rocketman[21]
  - 2023 - Candidatura al miglior attore in una serie per Black Bird
- BFI London Film Festival
  - 2014 – Candidatura al miglior britannico emergente per Testament of Youth
- Empire Awards
  - 2015 – Miglior debutto maschile per Kingsman – Secret Service[22]
- Hollywood Film Awards
  - 2019 – Miglior attore per Rocketman[23]
- People's Choice Awards
  - 2019 – Candidatura alla miglior star drammatica per Rocketman[24]
- Teen Choice Awards
  - 2015 – Candidatura alla miglior stella emergente in un film per Kingsman – Secret Service[25]
  - 2016 – Candidatura al miglior attore in un film drammatico per Eddie the Eagle - Il coraggio della follia[26]
  - 2018 - Candidatura al miglior combattimento per Kingsman - Il cerchio d'oro
  - 2019 – Candidatura al miglior attore in un film drammatico per Rocketman[27]
- Satellite Awards
  - 2019 – Miglior attore in un film commedia o musicale per Rocketman[28][29]
- Saturn Award
  - 2016 – Candidatura al miglior attore in un film commedia o musicale per Kingsman – Secret Service

## Doppiatori italiani
Nelle versioni in italiano delle opere in cui ha recitato, Taron Egerton è stato doppiato da:
- Alessandro Campaiola in Kingsman - Secret Service, Testament of Youth, Eddie the Eagle - Il coraggio della follia, Kingsman - Il cerchio d'oro, Billionaire Boys Club, Robin Hood - L'origine della leggenda, Black Bird, Carry-On
- Gabriele Lopez in Legend
- Jacopo Venturiero in Rocketman
- Daniele Raffaeli in Tetris

Da doppiatore è sostituito da:
- Alessandro Campaiola in Sing, Sing 2 - Sempre più forte
- Stefano Broccoletti in Dark Crystal - La resistenza
- Andrea Di Maggio in Moominvalley